# 小行星4227
小行星4227（英語：4227 Kaali）是一颗围绕太阳公转的小行星。1942年2月17日，利斯·奧特瑪在图尔库发现了此天体。
这颗小行星的绝对星等为20.27552357517573等。